# Pont sur le Léguer
Le pont sur le Léguer a été construit par Louis Harel de la Noë pour les chemins de fer des Côtes-du-Nord. Situé à Lannion, il permettait à la ligne du réseau départemental de franchir le Léguer. Ce pont reliait la gare de Lannion-Ville (rive droite) à la gare de Lannion-Ouest (rive gauche). Une passerelle sur le Min-Ran (un ruisseau se jetant dans le Léguer) précédait ce pont sur la rive gauche.
Ses caractéristiques principales sont : 
- Longueur totale : 46 m
- 7 travées de 6,60 m

À la fermeture de la ligne, il a été utilisé en pont routier. Il a été démoli en décembre 1976. Au même plan, se situe aujourd'hui la passerelle au-dessus du barrage mobile du stade aménagé en eaux vives.